# No me compares con nadie
No me compares con nadie es el octavo álbum musical del cantante colombiano de música vallenata Silvestre Dangond, junto a su acordeonista Juancho de la Espriella. La obra fue editada por Sony Music el 31 de agosto de 2011, y la certificación de éste fue llevada a cabo por ASINCOL.

## Lista de canciones
| N.º | Título                     | Escritor(es)                  | Duración |  |
| 1.  | «No Me Compares Con Nadie» | Aurelio "Yeyo" Núñez          | 4:26     |  |
| 2.  | «La Cosita»                | Rolando Ochoa                 | 3:54     |  |
| 3.  | «Mi Amor Eres Tú»          | Wilfran Castillo              | 4:46     |  |
| 4.  | «La Grabadora»             | Nafer Durán                   | 4:39     |  |
| 5.  | «El Fuerte»                | Omar Geles                    | 4:06     |  |
| 6.  | «La Gringa»                | Isaac Calvo                   | 4:31     |  |
| 7.  | «Un Amor Genial»           | Richard Daza                  | 4:35     |  |
| 8.  | «El Gavilán»               | Silvestre Dangond             | 5:01     |  |
| 9.  | «El Dilema»                | Alberto "Tico" Mercado        | 4:21     |  |
| 10. | «Por Dios Que Sí»          | Rafael Manjarrés              | 4:42     |  |
| 11. | «Estúpido»                 | Fabián Corrales               | 4:31     |  |
| 12. | «Mi Defensor»              | Dagoberto "El Negrito" Osorio | 4:49     |  |
| 13. | «Esa Mujer»                | Enrique "Curry" Carrascal     | 3:09     |  |